# Liste der Vögel in Neuseeland
Die Liste der Vögel Neuseelands enthält alle Vogelarten, die in Neuseeland vorkommen oder dort einmal vorkamen.
Vor der Ankunft der Menschen gab es auf den Inseln Neuseelands (abgesehen von zwei Fledermausarten) keine Säugetiere. Die ökologischen Nischen die andernorts meist von Säugetieren ausgefüllt werden, wurden in Neuseeland von Reptilien, Insekten und eben von Vögeln belegt. Dies führte zu einer außerordentlichen Artenvielfalt unter den oft spezialisierten Vögeln.
Als die Menschen zwischen 800 und 1300 Neuseeland erreichten, geriet dieses einmalige und ungewöhnliche Ökosystem in Gefahr. Einige Arten wurden bis zur Ausrottung gejagt; bekannteste Beispiele sind hier die Moas und der Haastadler. Der größte Schaden wurde aber durch andere Tiere angerichtet, die mit den Menschen nach Neuseeland gelangt sind, vor allem Ratten (die Pazifische Ratte mit den Māori sowie die Wander- und Hausratte mit den Europäern), aber auch durch Hunde, Katzen, Igel, Hermeline und anderer Wieselarten sowie dem australischen Fuchskusu. Besonders die flugunfähigen Vögel (wie der neuseeländische Nationalvogel Kiwi) waren von diesen Eindringlingen bedroht und sind es zum Teil heute noch. Viele Arten sind entsprechend ausgestorben. Andere konnten nur auf vorgelagerten Inseln oder eingezäunten Gebieten auf dem Festland überleben. Infolgedessen gehört Neuseeland heute zu den führenden Nationen, wenn es um die Techniken zur Wiederaufzucht von vom Aussterben bedrohten Tieren geht.
Grundlage für diese Liste ist die „Checklist of the Birds of New Zealand, Norfork and Macquarie Islands, and the Ross Depency, Antarctica“. Sie ist ausschlaggebend für die Aufnahme und die Reihenfolge in dieser Liste. Die taxonomische Einordnung folgt „Clements Checklist of Birds of the World“.
| Die farblichen Markierungen in den Tabellen haben folgende Bedeutung: |
| indigen (entstanden) |
| indigen (eingewandert) |
| allochthon |
| |
| In der Liste werden folgende Abkürzungen benutzt: |
| B – Brutvogel |
| ex – ehemaliger Brutvogel |
| G – Gastvogel |
| I – Irrgast |
| X – Ausgestorben |
| |
| Die Gefährdungskategorien der IUCN seit 2001: |
| |
| EX Extinct (nach dem Jahr 1500 ausgestorben) EW Extinct in the Wild (in der Natur ausgestorben) RE Regionally Extinct (regional ausgestorben) CR Critically Endangered (vom Aussterben bedroht) EN Endangered (stark gefährdet) VU Vulnerable (gefährdet) NT Near Threatened (potenziell gefährdet) LC Least Concern (nicht gefährdet) DD Data Deficient (ungenügende Datengrundlage) NE Not Evaluated (nicht beurteilt) |

## Moas
Ordnung: Dinornithiformes

Familie: Emeidae
| Art                                                              | Status | Kermadec | Nord | Süd | Stewart | Chatham | Snares | Auckland | Campbell | Antipoden | Bounty |
| ---------------------------------------------------------------- | ------ | -------- | ---- | --- | ------- | ------- | ------ | -------- | -------- | --------- | ------ |
| Buschmoa Anomalopteryx didiformis engl.: Little Bush Moa         |        |          | X    | X   |         |         |        |          |          |           |        |
| Hochlandmoa Megalapteryx didinus engl.: Upland Moa               |        |          |      | X   |         |         |        |          |          |           |        |
| Pachyornis geranoides engl.: Mantell’s Moa                       |        |          |      | X   |         |         |        |          |          |           |        |
| Elefantenfuß-Moa Pachyornis elephantopus engl.: Heavy-footed Moa |        |          |      | X   | X       |         |        |          |          |           |        |
| Pachyornis australis engl.: Crested Moa                          |        |          |      | X   |         |         |        |          |          |           |        |
| Kleiner Moa Emeus crassus engl.: Eastern Moa                     |        |          |      | X   |         |         |        |          |          |           |        |
| Küstenmoa Euryapteryx curtus engl.: Costal Moa                   |        |          | X    |     |         |         |        |          |          |           |        |
| Euryapteryx gravis engl.: Stout-legged Moa                       |        |          |      | X   | X       |         |        |          |          |           |        |

Familie: Dinornithidae
| Art                                                                        | Status | Kermadec | Nord | Süd | Stewart | Chatham | Snares | Auckland | Campbell | Antipoden | Bounty |
| -------------------------------------------------------------------------- | ------ | -------- | ---- | --- | ------- | ------- | ------ | -------- | -------- | --------- | ------ |
| Nordinsel-Riesenmoa Dinornis novaezealandiae engl.: North Island Giant Moa |        |          | X    |     |         |         |        |          |          |           |        |
| Südinsel-Riesenmoa Dinornis robustus engl.: South Island Giant Moa         |        |          |      | X   | X       |         |        |          |          |           |        |

## Kiwis
Ordnung: Apterygiformes

Familie: Apterygidae
| Art                                                                          | Status | Kermadec | Nord | Süd | Stewart | Chatham | Snares | Auckland | Campbell | Antipoden | Bounty |
| ---------------------------------------------------------------------------- | ------ | -------- | ---- | --- | ------- | ------- | ------ | -------- | -------- | --------- | ------ |
| Nordstreifenkiwi Apteryx mantelli engl.: North Island Brown Kiwi             |        |          | B    |     |         |         |        |          |          |           |        |
| Okaritokiwi Apteryx rowi engl.: Okarito Brown Kiwi                           |        |          |      | B   |         |         |        |          |          |           |        |
| Südstreifenkiwi Apteryx australis maori.: Tokoeka engl.: Southern Brown Kiwi |        |          |      | B1  | B2      |         |        |          |          |           |        |
| Zwergkiwi Apteryx owenii engl.: Little Spotted Kiwi                          |        |          | B    | B   |         |         |        |          |          |           |        |
| Haastkiwi Apteryx haastii maori.: Roroa engl.: Great Spotted Kiwi            |        |          |      | B   |         |         |        |          |          |           |        |

1 Unterart Apteryx australis australis (engl. South Island Brown Kiwi)

2 Unterart Apteryx australis lawryi (engl. Stewart Island Brown Kiwi)

## Hühnervögel
Ordnung: Galliformes

### Fasanenartige
Familie: Phasianidae
| Art                                                                                                 | Status | Kermadec | Nord | Süd | Stewart | Chatham | Snares | Auckland | Campbell | Antipoden | Bounty |
| --------------------------------------------------------------------------------------------------- | ------ | -------- | ---- | --- | ------- | ------- | ------ | -------- | -------- | --------- | ------ |
| Schopfwachtel Callipepla californica engl.: California quail                                        |        |          | B1   | B1  |         | B1      |        |          |          |           |        |
| Helmperlhuhn Numida meleagris engl.: Helmeted guineafowl                                            |        |          |      | B2  |         |         |        |          |          |           |        |
| Chukarhuhn Alectoris chukar engl.: Chukar                                                           |        |          |      | B3  |         |         |        |          |          |           |        |
| Neuseeländische Schwarzbrustwachtel Coturnix novaezelandiae maori.: Koreke engl.: New Zealand Quail |        |          | X    | X   |         |         |        |          |          |           |        |
| Ypsilonwachtel Coturnix ypsilophora engl.: Brown Quail                                              |        |          | B4   |     |         |         |        |          |          |           |        |
| Fasan Phasianus colchicus engl.: Common Pheasant                                                    |        |          | B5   | B5  |         |         |        |          |          |           |        |
| Blauer Pfau Pavo cristatus engl.: Indian Peafowl                                                    |        |          | B    | B   |         |         |        |          |          |           |        |
| Truthuhn Meleagris gallopavo engl.: Wild Turkey                                                     |        |          | B6   | B6  |         |         |        |          |          |           |        |

1 Unterart Callipepla californica brunnescens

2 Unterart Numida meleagris meleagris oder Numida meleagris galeata – geringe Vorkommen

3 Nach Neuseeland eingeführt wurden die Unterarten Alectoris chukar chukar und Alectoris chukar koroviakovi, heute hauptsächlich Hybriden dieser beiden Unterarten vorhanden.

4 Unterart Coturnix ypsilophora australis (engl.: Australian Brown Quail)

5 In Neuseeland hauptsächlich Hybriden der Unterarten Phasianus colchicus torquatus und Phasianus colchicus colchicus

6 Unterart Meleagris gallopavo gallopavo (engl.: Gould’s Wild Turkey)

## Gänsevögel
Ordnung: Anseriformes

### Entenvögel
Familie: Anatidae
| Art                                                                                    | Status | Kermadec | Nord | Süd | Stewart | Chatham | Snares | Auckland | Campbell | Antipoden | Bounty |
| -------------------------------------------------------------------------------------- | ------ | -------- | ---- | --- | ------- | ------- | ------ | -------- | -------- | --------- | ------ |
| Sichelpfeifgans Dendrocygna eytoni egl.: Plumed Whistling-duck                         |        |          | I    | I   |         | I       |        |          |          |           |        |
| Höckerschwan Cygnus olor engl.: Mute Swan                                              |        |          | B    | B   |         |         |        |          |          |           |        |
| Schwarzschwan1 Cygnus atratus engl.: Black Swan                                        |        |          | B    | B   |         | B       |        |          |          |           |        |
| Hühnergans Cereopsis novaehollandiae engl.: Cape Barren Goose                          |        |          | I    | I   |         |         |        |          |          |           |        |
| Nordinsel-Riesengans Cnemiornis gracilis engl.: North Island Goose                     |        |          | X    |     |         |         |        |          |          |           |        |
| Südinsel-Riesengans Cnemiornis calcitrans engl.: South Island Goose                    |        |          |      | X   |         |         |        |          |          |           |        |
| Graugans Anser anser engl.: Greylag Goose                                              |        |          | B    | B   |         | B       |        |          |          |           |        |
| Kanadagans Branta canadensis engl.: Canada Goose                                       |        | I        | B    | B   |         | I       |        | I        |          |           |        |
| Rosenohrente Malacorhynchus membranaceus engl.: Pink-eared Duck                        |        |          | I    |     |         |         |        |          |          |           |        |
| Malacorhynchus scarletti engl.: Scarlett's Duck                                        |        |          | X    | X   |         | X       |        |          |          |           |        |
| Oxyura vantetsi engl.: New Zealand Blue-billed Duck                                    |        |          | X    | X   |         |         |        |          |          |           |        |
| Neuseeland-Lappenente Biziura delautouri engl.: New Zealand Musk Duck                  |        |          | X    | X   |         |         |        |          |          |           |        |
| Paradiesgans Tadorna variegata maori.: Putangitangi oder Pari engl.: Paradise Shelduck |        |          | B    | B   | B       | I       |        |          |          |           |        |
| Halsbandgans Tadorna tadornoides engl.: Chestnut-breasted Shelduck                     |        | I        | I    | I   | I       | I       | I      | I        | I        |           |        |
| Aucklandsäger Mergus australis engl.: New Zealand Merganser                            |        |          | X    | X   | X       |         |        | X        |          |           |        |
| Mähnenente Chenonetta jubata engl.: Australian Wood Duck                               |        |          |      | I   |         |         | I      |          |          |           |        |
| Finschs Ente Chenonetta finschi engl.: Finsch's Duck                                   |        |          | X    | X   |         |         |        |          |          |           |        |
| Saumschnabelente Hymenolaimus malacorhynchos engl.: Blue Duck                          |        |          | B    | B   |         |         |        |          |          |           |        |
| Chatham-Ente Pachyanas chathamica engl.: Chatham Island Duck                           |        |          |      |     |         | X       |        |          |          |           |        |
| Australente Anas gracilis engl.: Grey Teal                                             |        |          | B    | B   | I       | I       | I      | I        | I        |           |        |
| Kastanienente Anas castanea engl.: Chestnut Teal                                       |        |          | I    | I   |         |         |        |          |          |           |        |
| Neuseelandente Anas chlorotis engl.: Brown Teal                                        |        |          | B    | B   | ex      | ex      |        |          |          |           |        |
| Aucklandente Anas aucklandica engl.: Auckland Teal                                     |        |          |      |     |         |         |        | B        |          |           |        |
| Campbellente Anas nesiotis engl.: Campbell Island Teal                                 |        |          |      |     |         |         |        |          | B        |           |        |
| Spießente Anas acuta engl.: Northern Pintail                                           |        |          |      | I   |         |         |        |          |          |           |        |
| Stockente Anas platyrhynchos engl.: Mallard                                            |        | B2       | B2   | B2  | B2      | B2      | B2     | B2       | B2       |           |        |
| Augenbrauenente Anas superciliosa engl.: Grey Duck                                     |        | ex       | B    | B   | I       | I       | ex     | ex       | ex       |           |        |
| Halbmond-Löffelente Anas rhynchotis engl.: Australasian Shoveler                       |        |          | B    | B   | I       | I       | I      | I        |          |           |        |
| Löffelente Anas clypeata engl.: Northern Shoveler                                      |        |          | I    | I   |         |         |        |          |          |           |        |
| Tasmanmoorente Aythya australis engl.: Australian White-eyed Duck                      |        |          | V    | V   |         |         | V      |          |          |           |        |
| Maoriente Aythya novaeseelandiae engl.: New Zealand Scaup                              |        |          | B    | B   | ex      | ex      |        |          |          |           |        |

1 Sowohl selbständig eingewandert als auch von Menschen eingeführt.

2 Unterart Anas platyrhynchos platyrhynchos

## Lappentaucher
Ordnung: Podicipediformes

Familie: Podicipedidae
| Art                                                                                | Kermadec | Nord | Süd | Stewart | Chatham | Snares | Auckland | Campbell | Antipoden | Bounty |
| ---------------------------------------------------------------------------------- | -------- | ---- | --- | ------- | ------- | ------ | -------- | -------- | --------- | ------ |
| Haubentaucher Podiceps cristatus engl.: Great Crested Grebe                        |          | I1   | B1  |         |         |        |          |          |           |        |
| Maoritaucher Poliocephalus rufopectus engl.: New Zealand Dabchick                  |          | B    | I   |         |         |        |          |          |           |        |
| Haarschopftaucher Poliocephalus poliocephalus engl.: Hoary-headed Grebe            |          | I    | I   | I       |         | I      |          |          |           |        |
| Australischer Zwergtaucher Tachybaptus novaehollandiae engl.: Eastern Little Grebe |          | B2   | G2  |         |         |        |          |          |           |        |

1 Unterart Podiceps cristatus australis (engl.: Australasian Crested Grebe)

2 Unterart Tachybaptus novaehollandiae novaehollandiae (engl.: Australasian Little Grebe)

## Pinguine
Ordnung: Sphenisciformes

Familie: Spheniscidae
| Art | Kermadec | Nord | Süd | Stewart | Chatham | Snares | Auckland | Campbell | Antipoden | Bounty |
| --- | -------- | ---- | --- | ------- | ------- | ------ | -------- | -------- | --------- | ------ |
| Kaiserpinguin Aptenodytes forsteri engl.: Emperor Penguin                                                                 |          | I    | I   |         |         |        |          |          |           |        |
| Königspinguin Aptenodytes patagonicus engl.: King Penguin                                                                 |          |      | I   | I       | I       | I      | I        | I        | I         |        |
| Adeliepinguin Pygoscelis adeliae engl.: Adelie Penguin                                                                    |          |      | I   |         |         |        |          |          |           |        |
| Eselspinguin Pygoscelis papua engl.: Gentoo Penguin                                                                       |          |      | I1  |         |         | I1     |          | I1       | I1        |        |
| Zügelpinguin Pygoscelis antarctica engl.: Chinstrap Penguin                                                               |          |      | I   |         |         |        |          | I        | I         |        |
| Felsenpinguin Eudyptes chrysocome engl.: Western Rockhopper Penguin                                                       |          |      |     |         |         | I      |          |          |           |        |
| Östlicher Felsenpinguin Eudyptes filholi engl.: Eastern Rockhopper Penguin                                                |          |      |     |         | I       | G      | B        | B        | B         |        |
| Nördlicher Felsenpinguin Eudyptes moseleyi engl.: Moseley’s Rockhopper Penguin                                            |          | I    |     |         | I       |        |          |          |           |        |
| Dickschnabelpinguin Eudyptes pachyrhynchus engl.: Fiordland Crested Penguin                                               |          | I    | B   | B       |         | G      | I        | I        |           |        |
| Snaresinselpinguin Eudyptes robustus engl.: Snares Crested Penguin                                                        |          | I    | I   | I       | I       | B      | I        | I        | I         |        |
| Kronenpinguin Eudyptes sclateri engl.: Erect-crested Penguin                                                              |          | I    | I   | I       | G       | G      | ex       | ex       | B         | B      |
| Goldschopfpinguin Eudyptes chrysolophus engl.: Macaroni Penguin                                                           |          |      |     |         |         | I      |          | I        |           |        |
| Haubenpinguin Eudyptes schlegeli engl.: Royal Penguin                                                                     |          | I    | I   |         | I       | I      |          | I        | I         |        |
| Gelbaugenpinguin Megadyptes antipodes engl.: Yellow-eyed Penguin                                                          |          | I    | B   | B       | I       | I      | B        | B        |           |        |
| Waitaha-Pinguin Megadyptes waitaha engl.: Waitaha Penguin                                                                 |          |      | X   | X       |         |        |          |          |           |        |
| Zwergpinguin Eudyptula minor engl.: Little Penguin (umgangssprachlich meist Blue Penguin) engl.: White-flippered Penguin2 |          | B    | B   | B       | B       | I      |          |          |           |        |

1 Unterart Pygoscelis papua papua (engl.: Northern Gentoo Penguin)

2 nur Unterart Eudyptula minor albosignata

## Röhrennasen
Ordnung: Procellariiformes

### Albatrosse
Familie: Diomedeidae
| Art                                                                                         | Kermadec | Nord | Süd | Stewart | Chatham | Snares | Auckland | Campbell | Antipoden | Bounty |
| ------------------------------------------------------------------------------------------- | -------- | ---- | --- | ------- | ------- | ------ | -------- | -------- | --------- | ------ |
| Wanderalbatros Diomedea exulans engl.: Wandering Albatross                                  | G        | G    | G   | G       | G       | G      | G        | G        | G         | G      |
| Antipoden-Albatros Diomedea antipodensis engl.: Antipodean albatross                        | G        | G    | G   | G       | B1      | G      | B2       | B1       | B1        | G      |
| Königsalbatros Diomedea epomophora engl.: Southern Royal Albatross                          | I        | G    | G   | G       | G       | G      | B        | B        | G         | G      |
| Nördlicher Königsalbatros Diomedea sanfordi engl.: Northern Royal Albatross                 | I        | G    | B   | G       | B       | G      | B        | G        | G         | G      |
| Schwarzfußalbatros Phoebastria nigripes engl.: Black-footed Albatross                       |          |      | I   |         |         |        |          |          |           |        |
| Laysanalbatros Phoebastria immutabilis engl.: Laysan Albatross                              |          | I    |     |         |         |        |          |          |           |        |
| Gelbnasenalbatros Thalassarche chlororhynchos engl.: Atlantic Yellow-nosed Albatross        |          |      |     |         | I       |        |          |          |           |        |
| Indischer Gelbnasenalbatros Thalassarche carteri engl.: Indian Ocean Yellow-nosed Albatross | G        | G    | G   |         | G       |        |          |          |           |        |
| Graukopfalbatros Thalassarche chrysostoma engl.: Grey-headed Albatross                      | G        | G    | G   | G       | G       | G      | G        | B        | G         | G      |
| Schwarzbrauenalbatros Thalassarche melanophrys engl.: Black-browed Albatross                | G        | G    | G   | G       | G       | B      | G        | B        | B         | G      |
| Campbell-Albatros Thalassarche impavida engl.: Campbell Black-browed Albatross              | G        | G    | G   | G       | G       | G      | G        | B        | G         | G      |
| Buller-Albatros Thalassarche bulleri engl.: Buller’s Albatross                              | G        | B4   | B3  | G       | B4      | B3     | G        | G        | G         | G      |
| Weißkappenalbatros Thalassarche cauta engl.: White-capped Albatross                         | G        | G    | G   | G       | B5      | G      | B5       | G        | B5        | G      |
| Chatham-Albatros Thalassarche eremita engl.: Chatham Island Albatross                       | G        | G    | G   | G       | B       | B      | G        | G        | G         |        |
| Salvin-Albatros Thalassarche salvini engl.: Salvin’s Albatross                              | G        | G    | G   | G       | G       | B      | G        | G        | G         | B      |
| Dunkelalbatros Phoebetria fusca engl.: Sooty Albatross                                      |          |      |     |         |         |        | I        |          | I         |        |
| Rußalbatros Phoebetria palpebrata engl.: Light-mantled Sooty Albatross                      |          | G    | G   | G       | G       | G      | B        | B        | B         | G      |

1 Unterart Diomedea antipodensis antipodensis

2 Unterart Diomedea antipodensis gibsoni (engl.: Gibson’s Albatross)

3 Unterart Thalassarche bulleri bulleri (engl.: Southern Buller’s Albatross)

4 Unterart Thalassarche bulleri platei (engl.: Northern Buller’s Albatross)

5 Unterart Thalassarche cauta steadi (engl.: New Zealand White-capped Albatross)

### Sturmvögel
Familie: Procellariidae
| Art                                                                          | Kermadec | Nord | Süd | Stewart | Chatham | Snares | Auckland | Campbell | Antipoden | Bounty |
| ---------------------------------------------------------------------------- | -------- | ---- | --- | ------- | ------- | ------ | -------- | -------- | --------- | ------ |
| Riesensturmvogel Macronectes giganteus engl.: Southern Giant Petrel          | G        | G    | G   | G       | G       | G      | G        | G        | G         | G      |
| Hall-Sturmvogel Macronectes halli engl.: Northern Giant Petrel               |          | G    | G   | G       | B       | G      | B        | B        | B         |        |
| Silbersturmvogel Fulmarus glacialoides engl.: Antarctic Fulmar               | G        | G    | G   | G       | G       | G      | G        | G        | G         | G      |
| Antarktiksturmvogel Thalassoica antarctica engl.: Antarctic Petrel           | I        | I    | I   | I       | I       | I      | I        | I        | I         | I      |
| Kapsturmvogel Daption capense engl.: Cape Petrel                             |          | G    | G   | G       | B1      | B1     | B1       | B1       | B1        | B1     |
| Kerguelensturmvogel Lugensa brevirostris engl.: Kerguelen Petrel             |          | G    | G   | G       | G       | G      | G        | G        | G         | G      |
| Langflügel-Sturmvogel Pterodroma macroptera engl.: Great-winged Petrel       | G        | B2   | G   | G       | G       | G      | G        | G        | G         | G      |
| Weißkopf-Sturmvogel Pterodroma lessonii engl.: White-headed Petrel           |          | G    | G   | G       | G       | I      | B        | B        | B         | G      |
| Solandersturmvogel Pterodroma solandri engl.: Providence Petrel              | I        | I    |     |         |         |        | I        |          |           |        |
| Magentasturmvogel Pterodroma magentae engl.: Chatham Island Taiko            |          |      |     |         | B       |        |          |          |           |        |
| Kermadec-Sturmvogel Pterodroma neglecta engl.: Kermadec Petrel               | B3       | I    |     |         | I       |        |          |          |           |        |
| Phönixsturmvogel Pterodroma alba engl.: Phoenix Petrel                       | I        |      |     |         |         |        |          |          |           |        |
| Weichfedersturmvogel Pterodroma mollis engl.: Soft-plumaged Petrel           |          | G    | G   | G       | B       | G      | G        | G        | B         | G      |
| Regensturmtaucher Pterodroma inexpectata engl.: Mottled Petrel               | G        | G    | B   | B       | G       | B      | G        | G        | G         | G      |
| Salvin-Sturmvogel Pterodroma externa engl.: Juan Fernandez Petrel            | I        | I    | I   |         | I       |        |          |          |           |        |
| Weißnacken-Sturmvogel Pterodroma cervicalis engl.: White-naped Petrel        | B        | G    | G   | G       |         |        |          |          |           |        |
| Schwarzflügel-Sturmvogel Pterodroma nigripennis engl.: Black-winged Petrel   | B        | B    | G   |         | B       |        | G        | G        | G         | G      |
| Chathamsturmvogel Pterodroma axillaris engl.: Chatham Petrel                 |          |      |     |         | B       |        |          |          |           |        |
| Cooksturmvogel Pterodroma cookii engl.: Cook’s Petrel                        | G        | B    | G   | B       | G       | G      | G        | G        | G         | G      |
| Stejneger-Sturmvogel Pterodroma longirostris engl.: Stejneger’s Petrel       | I        | I    |     |         |         |        |          |          |           |        |
| Pycroftsturmvogel Pterodroma pycrofti engl.: Pycroft’s Petrel                | I        | B    |     |         | V       |        |          |          |           |        |
| Weißflügel-Sturmvogel Pterodroma leucoptera engl.: Gould’s Petrel            |          | G4   | I4  |         |         |        |          |          |           |        |
| Blausturmvogel Halobaena caerulea engl.: Blue Petrel                         | G        | G    | G   | G       | G       | G      | G        | G        | G         | G      |
| Großer Entensturmvogel Pachyptila vittata engl.: Broad-billed Prion          | G        | G    | G   | B       | B       | B      | G        | G        | G         | G      |
| Kleiner Entensturmvogel Pachyptila salvini engl.: Salvin’s Prion             | G5       | G5   | G5  | G5      | G5      | G5     | G5       | G5       | G5        | G5     |
| Taubensturmvogel Pachyptila desolata engl.: Antarctic Prion                  | G        | G    | G   | G       | G       | G      | B        | B        | G         | G      |
| Belcher-Sturmvogel Pachyptila belcheri engl.: Thin-billed Prion              | G        | G    | G   | G       | G       | G      | G        | G        | G         | G      |
| Feensturmvogel Pachyptila turtur engl.: Fairy Prion                          | G        | B    | B   | B       | B       | B      | B        | B        | B         | G      |
| Dickschnabel-Sturmvogel Pachyptila crassirostris engl.: Fulmar Prion         | G        | G    | G   | G       | B7      | B6     | B8       | G        | G         | B6     |
| Bulwersturmvogel Bulweria bulwerii engl.: Bulwer’s Petrel                    |          | I    |     |         |         |        |          |          |           |        |
| Weißkinn-Sturmvogel Procellaria aequinoctialis engl.: White-chinned Petrel   | G        | G    | G   | G       | G       | G      | B        | B        | B         | G      |
| Westlandsturmvogel Procellaria westlandica engl.: Westland Petrel            | G        | G    | B   | G       | G       | G      | G        | G        | G         | G      |
| Parkinson-Sturmvogel Procellaria parkinsoni engl.: Black Petrel              | G        | B    | G   |         | G       |        |          |          |           |        |
| Grausturmvogel Procellaria cinerea engl.: Grey Petrel                        | P        | P    | P   | P       | P       | P      | P        | B        | B         | P      |
| Tahiti-Sturmvogel Pseudobulweria rostrata engl.: Tahiti Petrel               |          | I    |     |         |         |        |          |          |           |        |
| Corysturmtaucher Calonectris borealis engl.: Cory’s Shearwater               |          | I    |     |         |         |        |          |          |           |        |
| Weißgesicht-Sturmtaucher Calonectris leucomelas engl.: Streaked Shearwater   |          | I    |     |         |         |        |          |          |           |        |
| Keilschwanz-Sturmtaucher Ardenna pacifica engl.: Wedge-tailed Shearwater     | B        | G    |     |         |         |        |          |          |           |        |
| Graumantel-Sturmtaucher Ardenna bulleri engl.: Buller's Shearwater           | G        | B    | G   | G       | G       | G      |          |          |           |        |
| Blassfuß-Sturmtaucher Ardenna carneipes engl.: Flesh-footed Shearwater       | G        | B    | G   |         | G       |        |          |          |           |        |
| Rosafuß-Sturmtaucher Ardenna creatopus engl.: Pink-footed Shearwater         |          | I    |     |         |         |        |          |          |           |        |
| Großer Sturmtaucher Ardenna gravis engl.: Great Shearwater                   |          | I    | I   |         | I       |        |          |          |           |        |
| Dunkler Sturmtaucher Ardenna grisea engl.: Sooty Shearwater                  | G        | B    | B   | B       | B       | B      | B        | B        | B         | G      |
| Kurzschwanz-Sturmtaucher Ardenna tenuirostris engl.: Short-tailed shearwater | G        | G    | G   | G       | G       | G      | G        | G        | G         | G      |
| Weihnachtssturmtaucher Puffinus nativitatis engl.: Christmas Shearwater      | I        | I    |     |         |         |        |          |          |           |        |
| Hawaiisturmtaucher Puffinus newelli engl.: Newell’s Shearwater               |          | I    |     |         |         |        |          |          |           |        |
| Atlantiksturmtaucher Puffinus puffinus engl.: Manx Shearwater                |          | I    |     |         |         |        |          |          |           |        |
| Flattersturmtaucher Puffinus gavia engl.: Fluttering Shearwater              | G        | B    | G   | G       | G       | G      |          |          |           |        |
| Puffinus spelaus engl.: Scarlett's Shearwater                                |          |      | X   |         |         |        |          |          |           |        |
| Huttonsturmtaucher Puffinus huttoni engl.: Hutton’s Shearwater               |          | G    | B   | G       |         | G      |          |          |           |        |
| Zwergsturmtaucher Puffinus assimilis engl.: Little shearwater                | B9       | B10  | G   |         |         |        |          |          |           |        |
| Trauersturmtaucher Puffinus elegans engl.: Subantarctic Shearwater           |          | G    | G   | G       | B       | G      | G        | B        | G         | G      |

1 Unterart Daption capense australe (engl.: Snares Cape Petrel)

2 Unterart Pterodroma macroptera gouldi (engl.: Grey-faced Petrel)>

3 Unterart Pterodroma neglecta neglecta

4 Unterart Pterodroma leucoptera caledonica (engl.: New Caledonian Petrel)

5 Unterart Pachyptila salvini salvini

6 Unterart Pachyptila crassirostris crassirostris

7 Unterart Pachyptila crassirostris pyramidalis (engl.: Chatham Fulmar Prion)

8 Unterart Pachyptila crassirostris flemingI (engl.: Lesser Fulmar Prion)

9 Unterart Puffinus assimilis kermadecensis

10 Unterart Puffinus assimilis haurakiensis

### Sturmschwalben
Familie: Hydrobatidae
| Art                                                                           | Kermadec | Nord | Süd | Stewart | Chatham | Snares | Auckland | Campbell | Antipoden | Bounty |
| ----------------------------------------------------------------------------- | -------- | ---- | --- | ------- | ------- | ------ | -------- | -------- | --------- | ------ |
| Buntfuß-Sturmschwalbe Oceanites oceanicus engl.: Wilson’s Storm Petrel        | G        | G    | G   | G       | G       | G      | G        | G        | G         | G      |
| Graurücken-Sturmschwalbe Garrodia nereis engl.: Grey-backed Storm Petrel      |          | G    | G   | G       | B       | G      | B        | G        | B         | G      |
| Weißgesicht-Sturmschwalbe Pelagodroma marina engl.: White-faced Storm Petrel  | B1       | B1   | B1  | B1      | B1      | G      | B1       | G        | G         | G      |
| Maoristurmschwalbe Oceanites maorianus engl.: New Zealand Storm Petrel        |          | B    |     |         |         |        |          |          |           |        |
| Schwarzbauch-Sturmschwalbe Fregetta tropica engl.: Black-bellied Storm Petrel | G        | G    | G   | G       | G       | G      | B        | G        | B         | B      |
| Weißbauch-Sturmschwalbe Fregetta grallaria engl.: White-bellied Storm Petrel  | B2       | I    |     |         |         |        |          |          |           |        |
| Wellenläufer Oceanodroma leucorhoa engl.: Leach’s Storm Petrel                |          | I    |     |         | I       |        |          |          |           |        |

1 Unterart Pelagodroma marina maoriana

2 Unterart Fregetta grallaria grallaria

### Tauchsturmvögel
Familie: Pelecanoididae
| Art                                                                                       | Kermadec | Nord | Süd   | Stewart | Chatham | Snares | Auckland | Campbell | Antipoden | Bounty |
| ----------------------------------------------------------------------------------------- | -------- | ---- | ----- | ------- | ------- | ------ | -------- | -------- | --------- | ------ |
| Subantarktis-Lummensturmvogel Pelecanoides urinatrix engl.: Common Diving Petrel          |          | B1   | B1, 2 | B2      | B2      | B2     | B3       | B3       | B3        |        |
| Breitschnabel-Lummensturmvogel Pelecanoides georgicus engl.: South Georgian Diving Petrel |          |      | B     | B       |         |        | B        |          |           |        |

1 Unterart Pelecanoides urinatrix urinatrix (engl.: Northern Diving Petrel)

2 Unterart Pelecanoides urinatrix chathamensis (engl.: Southern Diving Petrel)

3 Unterart Pelecanoides urinatrix exsul (engl.: Subantarctic Diving Petrel)

## Tropikvögel
Ordnung: Phaethontiformes

Familie: Phaethontidae
| Art                                                                      | Kermadec | Nord | Süd | Stewart | Chatham | Snares | Auckland | Campbell | Antipoden | Bounty |
| ------------------------------------------------------------------------ | -------- | ---- | --- | ------- | ------- | ------ | -------- | -------- | --------- | ------ |
| Rotschwanz-Tropikvogel Phaethon rubricauda engl.: Red-tailed Tropicbird  | B        | G    |     |         |         |        |          |          |           |        |
| Weißschwanz-Tropikvogel Phaethon lepturus engl.: White-tailed Tropicbird |          | I1   |     |         |         |        |          |          |           |        |

1 Unterart Phaethon lepturus dorotheae

## Ruderfüßer
Ordnung: Pelecaniformes

### Pelikane
Familie: Pelecanidae
| Art                                                               | Kermadec | Nord | Süd | Stewart | Chatham | Snares | Auckland | Campbell | Antipoden | Bounty |
| ----------------------------------------------------------------- | -------- | ---- | --- | ------- | ------- | ------ | -------- | -------- | --------- | ------ |
| Brillenpelikan Pelecanus conspicillatus engl.: Australian Pelican |          | I    | I   |         |         |        |          |          |           |        |

### Tölpel
Familie: Sulidae
| Art                                                                    | Kermadec | Nord | Süd | Stewart | Chatham | Snares | Auckland | Campbell | Antipoden | Bounty |
| ---------------------------------------------------------------------- | -------- | ---- | --- | ------- | ------- | ------ | -------- | -------- | --------- | ------ |
| Kaptölpel Morus capensis engl.: Cape Gannet                            |          | I    |     |         |         |        |          |          |           |        |
| Australtölpel Morus serrator maori.: Takapu engl.: Australasian Gannet |          | B    | B   | G       | G       | G      | G        | G        |           |        |
| Weißbauchtölpel Sula leucogaster engl.: Brown Booby                    | G        | G    | G   | I       |         |        |          |          |           |        |
| Maskentölpel Sula dactylatra engl.: Masked Booby                       | B1       | I    |     |         |         |        |          |          |           |        |

1 Unterart Sula dactylatra tasmani

### Kormorane
Familie: Phalacrocoracidae
| Art                                                                                   | Kermadec | Nord | Süd   | Stewart | Chatham | Snares | Auckland | Campbell | Antipoden | Bounty |
| ------------------------------------------------------------------------------------- | -------- | ---- | ----- | ------- | ------- | ------ | -------- | -------- | --------- | ------ |
| Kräuselscharbe Microcarbo melanoleucos maori.: Kawaupaka engl.: Little Pied Cormorant |          | B2   | B2    | B2      | I       | I      | I        | B1       |           |        |
| Kormoran Phalacrocorax carbo maori.: Kawau engl.: Great Cormorant                     |          | B3   | B3    | B3      | B3      | I      | I        |          |           |        |
| Elsterscharbe Phalacrocorax varius engl.: Pied Cormorant                              |          | B4   | B4    |         |         |        |          |          |           |        |
| Schwarzscharbe Phalacrocorax sulcirostris engl.: Little Black Cormorant               |          | B    | B     | I       |         | I      |          |          |           |        |
| Warzenscharbe Phalacrocorax carunculatus engl.: New Zealand King Shag                 |          |      | B     |         |         |        |          |          |           |        |
| Stewartscharbe Phalacrocorax chalconotus engl.: Stewart Island Shag                   |          |      | B     | B       |         |        |          |          |           |        |
| Chathamscharbe Phalacrocorax onslowi engl.: Chatham Islands Shag                      |          |      |       |         | B       |        |          |          |           |        |
| Bountyscharbe Phalacrocorax ranfurlyi engl.: Bounty Island Shag                       |          |      |       |         |         |        |          |          | I         | B      |
| Aucklandscharbe Phalacrocorax colensoi engl.: Auckland Islands Shag                   |          |      |       |         |         | I      | B        |          |           |        |
| Campbellscharbe Phalacrocorax campbelli engl.: Campbell Islands Shag                  |          |      |       |         |         |        |          | B        |           |        |
| Tüpfelscharbe Phalacrocorax punctatus engl.: Spotted Shag                             |          | B5   | B5, 6 | B6      |         |        |          |          |           |        |
| Pittscharbe Phalacrocorax featherstoni engl.: Pitt Island Shag                        |          |      |       |         | B       |        |          |          |           |        |

1 Unterart Phalacrocorax melanoleucos melanoleucos

2 Unterart Phalacrocorax melanoleucos brevirostris

3 Unterart Phalacrocorax carbo novaehollandiae (engl.: Black Shag)

4 Unterart Phalacrocorax varius varius

5 Unterart Phalacrocorax punctatus punctatus

6 Unterart Phalacrocorax punctatus oliveri (engl.: Blue Shag)

### Schlangenhalsvögel
Familie: Anhingidae
| Art                                                              | Kermadec | Nord | Süd | Stewart | Chatham | Snares | Auckland | Campbell | Antipoden | Bounty |
| ---------------------------------------------------------------- | -------- | ---- | --- | ------- | ------- | ------ | -------- | -------- | --------- | ------ |
| Austral-Schlangenhalsvogel Anhinga novaehollandiae engl.: Darter |          | I1   | I1  |         |         |        |          |          |           |        |

1 Unterart Anhinga melanogaster novaehollandiae (engl.: Australian Darter)

### Fregattvögel
Familie: Fregatidae
| Art                                                       | Kermadec | Nord | Süd | Stewart | Chatham | Snares | Auckland | Campbell | Antipoden | Bounty |
| --------------------------------------------------------- | -------- | ---- | --- | ------- | ------- | ------ | -------- | -------- | --------- | ------ |
| Bindenfregattvogel Fregata minor engl.: Great Frigatebird |          | I1   | I1  |         |         |        |          |          |           |        |
| Arielfregattvogel Fregata ariel engl.: Lesser Frigatebird |          | I2   | I2  |         | I2      |        |          |          |           |        |

1 Unterart Fregata minor palmerstoni

2 Unterart Fregata ariel ariel

### Reiher
Familie: Ardeidae
| Art                                                                                    | Kermadec | Nord | Süd | Stewart | Chatham | Snares | Auckland | Campbell | Antipoden | Bounty |
| -------------------------------------------------------------------------------------- | -------- | ---- | --- | ------- | ------- | ------ | -------- | -------- | --------- | ------ |
| Graureiher Ardea cinerea engl.: Grey Heron                                             |          | I1   |     |         |         |        |          |          |           |        |
| Weißhalsreiher Ardea pacifica engl.: Pacific Heron                                     | I        | I    | I   |         |         |        |          |          |           |        |
| Silberreiher Ardea alba maori.: Kotuku engl.: Great Egret                              | I2       | G2   | B2  | I2      | I2      | I2     |          |          |           |        |
| Kuhreiher Bubulcus ibis engl.: Cattle Egret                                            | I3       | G3   | G3  | G3      | I3      | I3     |          |          |           |        |
| Asienmittelreiher Ardea intermedia engl.: Intermediate Egret                           |          | I    | I   |         |         |        |          |          |           |        |
| Weißwangenreiher Egretta novaehollandiae maori.: matuku moana engl.: White-faced Heron | I        | B4   | B4  | I       | B4      | I      | I        | I        |           |        |
| Seidenreiher Egretta garzetta engl.: Little Egret                                      | I        | I    | I   |         |         |        |          |          |           |        |
| Riffreiher Egretta sacra engl.: Pacific Reef Heron                                     | I        | B5   | B5  | G       | I       |        | I        |          |           |        |
| Rotrückenreiher Nycticorax caledonicus engl.: Rufous Night-Heron                       |          | B6   | I   | I       |         | I      |          |          |           |        |
| Australische Rohrdommel Botaurus poiciloptilus engl.: Australasian Bittern             |          | B    | B   |         | ex      |        |          |          |           |        |
| Zwergdommel Ixobrychus minutus engl.: Little Bittern                                   |          |      | I   |         |         |        |          |          |           |        |
| Schwarzrücken-Zwergdommel Ixobrychus novaezelandiae engl.: New Zealand Bittern         |          | X    | X   |         | X       |        |          |          |           |        |

1 Unterart Ardea cinerea jouyi (engl.: Oriental Grey Heron)

2 Unterart Ardea alba modesta

3 Unterart Ardea ibis coromanda (engl.: Eastern Cattle Egret)

4 Unterart Egretta novaehollandiae novaehollandiae

5 Unterart Egretta sacra sacra

6 Unterart Nycticorax caledonicus australasiae (engl.: Nankeen Night Heron)

### Ibisse und Löffler
Familie: Threskiornithidae
| Art                                                                  | Kermadec | Nord | Süd | Stewart | Chatham | Snares | Auckland | Campbell | Antipoden | Bounty |
| -------------------------------------------------------------------- | -------- | ---- | --- | ------- | ------- | ------ | -------- | -------- | --------- | ------ |
| Sichler Plegadis falcinellus engl.: Glossy Ibis                      |          | G    | G   |         | I       |        |          |          |           |        |
| Molukkenibis Threskiornis molucca engl.: Australian Ibis             |          | I    | I   |         |         |        |          |          |           |        |
| Stachelibis Threskiornis spinicollis engl.: Straw-necked Ibis        |          |      | I   |         |         |        |          |          |           |        |
| Königslöffler Platalea regia engl.: Royal Spoonbill                  | I        | B    | B   |         | I       |        |          |          |           |        |
| Gelbschnabellöffler Platalea flavipes engl.: Yellow-billed Spoonbill |          | I    |     |         |         |        |          |          |           |        |

## Greifvögel
Ordnung: Accipitriformes

### Habichtartige
Familie: Accipitridae
| Art                                                                      | Kermadec | Nord | Süd | Stewart | Chatham | Snares | Auckland | Campbell | Antipoden | Bounty |
| ------------------------------------------------------------------------ | -------- | ---- | --- | ------- | ------- | ------ | -------- | -------- | --------- | ------ |
| Schwarzmilan Milvus migrans engl.: Black Kite                            |          | I    | I   |         |         |        |          |          |           |        |
| Sumpfweihe Circus approximans engl.: Swamp Harrier                       | G        | B    | B   | B       | B       | G      | G        | G        |           |        |
| Circus teauteensis engl.: Eyles's harrier                                |          | X    | X   |         |         |        |          |          |           |        |
| Weißbauch-Seeadler Haliaeetus leucogaster engl.: White-bellied Sea Eagle |          | I    |     |         |         |        |          |          |           |        |
| Haastadler Harpagornis moorei engl.: Haast’s Eagle                       |          |      | X   | X       |         |        |          |          |           |        |

## Falkenartige
Ordnung: Falconiformes
Familie: Falconidae
| Art                                                                         | Kermadec | Nord | Süd | Stewart | Chatham | Snares | Auckland | Campbell | Antipoden | Bounty |
| --------------------------------------------------------------------------- | -------- | ---- | --- | ------- | ------- | ------ | -------- | -------- | --------- | ------ |
| Graubartfalkel Falco cenchroides engl.: Australian Kestrel                  |          | I    | I   |         |         |        |          |          |           |        |
| Rußfalke Falco subniger engl.: Black Falcon                                 |          | I    |     |         |         |        |          |          |           |        |
| Maorifalke Falco novaeseelandiae maori.: Kārearea engl.: New Zealand Falcon |          | B    | B   | G       | ex      | G      | B        |          |           |        |

## Kranichvögel
Ordnung: Gruiformes

### Aptornithidae
Familie: Aptornithidae
| Art                                               | Kermadec | Nord | Süd | Stewart | Chatham | Snares | Auckland | Campbell | Antipoden | Bounty |
| ------------------------------------------------- | -------- | ---- | --- | ------- | ------- | ------ | -------- | -------- | --------- | ------ |
| Aptornis otidiformis engl.: North Island Adzebill |          | X    |     |         |         |        |          |          |           |        |
| Aptornis defossor engl.: South Island Adzebill    |          |      | X   |         |         |        |          |          |           |        |

### Rallen
Familie: Rallidae
| Art                                                                     | Kermadec | Nord | Süd | Stewart | Chatham | Snares | Auckland | Campbell | Antipoden | Bounty |
| ----------------------------------------------------------------------- | -------- | ---- | --- | ------- | ------- | ------ | -------- | -------- | --------- | ------ |
| Wachtelkönig Crex crex engl.: Corncrake                                 |          | I    |     |         |         |        |          |          |           |        |
| Aucklandralle Lewinia muelleri engl.: Auckland Island Rail              |          |      |     |         |         |        | B        |          |           |        |
| Bindenralle Gallirallus philippensis engl.: Buff-banded Rail            |          | B1   | B1  | B1      |         |        |          |          |           |        |
| Dieffenbach-Ralle Gallirallus dieffenbachii engl.: Dieffenbach’s Rail   |          |      |     |         | X       |        |          |          |           |        |
| Wekaralle Gallirallus australis maori./engl.: Weka                      |          | B2   | B3  | B4      | B5      |        |          |          |           |        |
| Chathamralle Gallirallus modestus engl.: Chatham Island Rail            |          |      |     |         | X       |        |          |          |           |        |
| Schnepfenralle Capellirallus karamu engl.: Snipe-rail                   |          | X    |     |         |         |        |          |          |           |        |
| Hawkins-Ralle Diaphorapteryx hawkinsi engl.: Hawkins’ Rail              |          |      |     |         | X       |        |          |          |           |        |
| Südsee-Sumpfhuhn Porzana tabuensis Spotless Crake                       | B6       | B6   | B6  |         | ex      |        |          |          |           |        |
| Zwergsumpfhuhn Porzana pusilla engl.: Baillon’s Crake                   |          | B7   | B7  | B7      | B7      |        |          |          |           |        |
| Flusssumpfhuhn Porzana fluminea engl.: Australian Crake                 |          | I    |     |         |         |        |          |          |           |        |
| Rotfuß-Pfuhlhuhn Tribonyx ventralis engl.: Black-tailed Nativehen       |          | I    | I   |         |         |        |          |          |           |        |
| Teichralle Gallinula chloropus engl.: Common Moorhen                    |          |      | I   |         |         |        |          |          |           |        |
| Papua-Teichhuhn Gallinula tenebrosa engl.: Dusky Moorhen                |          |      | I   |         |         |        |          |          |           |        |
| Neuseeländisches Pfuhlhuhn Tribonyx hodgenorum engl.: Hodgens’ Waterhen |          | X    | X   |         |         |        |          |          |           |        |
| Purpurhuhn Porphyrio melanotus engl.: Australasian Swamphen             | B8       | B8   | B8  | B8      | B8      |        |          | I        |           |        |
| Nordinseltakahe Porphyrio mantelli engl.: North Island Takahe           |          | X    |     |         |         |        |          |          |           |        |
| Südinseltakahe Porphyrio hochstetteri engl.: South Island Takahe        |          |      | B   |         |         |        |          |          |           |        |
| Blässhuhn Fulica atra engl.: Eurasian Coot                              |          | B9   | B9  |         |         |        |          |          |           |        |
| Neuseeland-Blässhuhn Fulica prisca engl.: New Zealand Coot              |          | X    | X   |         |         |        |          |          |           |        |
| Chatham-Blässhuhn Fulica chathamensis engl.: Chatham Island Coot        |          |      |     |         | X       |        |          |          |           |        |

1 Unterart Gallirallus philippensis assimilis (engl.: Banded Rail)

2 Unterart Gallirallus australis greyi (engl.: North Island Weka)

3 Unterarten Gallirallus australis australis (engl.: Western Weka) und Gallirallus australis hectori (engl.: Buff Weka)

4 Unterart Gallirallus australis scotti (engl.: Stewart Island Weka)

5 Unterart Gallirallus australis hectori (engl.: Buff Weka) von Menschen eingeführt

6 Unterart Porzana tabuensis tabuensis

7 Unterart Porzana pusilla affinis (engl.: Marsh Crake)

8 Unterart Porphyrio melanotus melanotus (maori./engl.: Pūkeko)

9 Unterart Fulica atra australis (engl.: Australian Coot)

## Regenpfeiferartige
Ordnung: Charadriiformes

### Schnepfenvögel
Familie: Scolopacidae
| Art                                                                        | Kermadec | Nord | Süd | Stewart | Chatham | Snares | Auckland | Campbell | Antipoden | Bounty |
| -------------------------------------------------------------------------- | -------- | ---- | --- | ------- | ------- | ------ | -------- | -------- | --------- | ------ |
| Nordinsel-Schnepfe Coenocorypha barrierensis engl.: North Island Snipe     |          | X    |     |         |         |        |          |          |           |        |
| Südinsel-Schnepfe Coenocorypha iredalei engl.: South Island Snipe          |          |      | X   | X       |         |        |          |          |           |        |
| Forbes-Schnepfe Coenocorypha chathamica engl.: Forbes’ Snipe               |          |      |     |         | X       |        |          |          |           |        |
| Chathamschnepfe Coenocorypha pusilla engl.: Chatham Islands Snipe          |          |      |     |         | B       |        |          |          |           |        |
| Snaresschnepfe Coenocorypha huegeli engl.: Snares Island Snipe             |          |      |     |         |         | B      |          |          |           |        |
| Aucklandschnepfe Coenocorypha aucklandica engl.: Subantarctic Snipe        |          |      |     |         |         |        | B1       | B2       | B3        |        |
| Japanbekassine Gallinago hardwickii engl.: Japanese Snipe                  |          | I    | I   | I       |         | I      |          |          |           |        |
| Knutt Calidris canutus engl.: Red Knot                                     | I        | G4   | G4  |         | G4      |        | I        | I        |           |        |
| Großer Knutt Calidris tenuirostris engl.: Great Knot                       |          | G    | G   |         |         |        |          |          |           |        |
| Sanderling Calidris alba engl.: Sanderling                                 |          | G    | G   |         | I       |        |          |          |           |        |
| Alpenstrandläufer Calidris alpina engl.: Dunlin                            |          | I    |     |         |         |        |          |          |           |        |
| Sichelstrandläufer Calidris ferruginea engl.: Curlew Sandpiper             |          | G    | G   |         | I       |        | I        |          |           |        |
| Bindenstrandläufer Calidris himantopus engl.: Stilt Sandpiper              |          |      | I   |         |         |        |          |          |           |        |
| Spitzschwanzstrandläufer Calidris acuminata engl.: Sharp-tailed Sandpiper  | I        | G    | G   | G       | G       | I      | I        |          |           |        |
| Graubrust-Strandläufer Calidris melanotos engl.: Pectoral Sandpiper        |          | G    | G   |         | I       |        |          |          |           |        |
| Bairdstrandläufer Calidris bairdii engl.: Baird’s Sandpiper                |          | I    |     |         |         |        |          |          |           |        |
| Weißbürzel-Strandläufer Calidris fuscicollis engl.: White-rumped Sandpiper |          | I    |     |         |         |        |          |          |           |        |
| Zwergstrandläufer Calidris minuta engl.: Little Stint                      |          |      | I   |         |         |        |          |          |           |        |
| Rotkehlstrandläufer Calidris ruficollis engl.: Red-necked Stint            |          | G    | G   |         | I       |        | I        |          |           |        |
| Langzehenstrandläufer Calidris subminuta engl.: Long-toed Stint            |          |      | I   |         |         |        |          |          |           |        |
| Wiesenstrandläufer Calidris minutilla engl.: Least Sandpiper               |          | I    |     |         |         |        |          |          |           |        |
| Sandstrandläufer Calidris pusilla engl.: Semipalmated Sandpiper            |          | I    |     |         |         |        |          |          |           |        |
| Bergstrandläufer Calidris mauri engl.: Western Sandpiper                   |          | I    | I   |         |         |        |          |          |           |        |
| Sumpfläufer Calidris falcinellus engl.: Broad-billed Sandpiper             |          | I    | I   |         |         |        |          |          |           |        |
| Kampfläufer Calidris pugnax engl.: Ruff                                    |          | I    |     |         |         |        |          |          |           |        |
| Steppenschlammläufer Limnodromus semipalmatus engl.: Asiatic Dowitcher     |          | I    | I   |         |         |        |          |          |           |        |
| Isabellbrachvogel Numenius madagascariensis engl.: Far Eastern Curlew      | I        | G    | G   | I       | I       |        |          | I        |           |        |
| Regenbrachvogel Numenius phaeopus engl.: Whimbrel                          | I        | G5   | G5  |         | I       |        |          |          |           |        |
| Zwergbrachvogel Numenius minutus engl.: Little Whimbrel                    |          | G    | G   |         |         |        |          |          |           |        |
| Borstenbrachvogel Numenius tahitiensis engl.: Bristle-thighed Curlew       | I        |      |     |         |         |        |          |          |           |        |
| Pfuhlschnepfe Limosa lapponica engl.: Bar-tailed Godwit                    |          | G6   | G6  |         |         |        |          |          |           |        |
| Uferschnepfe Limosa limosa engl.: Black-tailed Godwit                      |          | G7   | G7  |         | G7      |        | I        |          |           |        |
| Hudsonschnepfe Limosa haemastica engl.: Hudsonian Godwit                   |          | G    | G   |         | G       |        |          | I        |           |        |
| Prärieläufer Bartramia longicauda engl.: Upland Sandpiper                  |          | I    |     |         |         |        |          |          |           |        |
| Wanderwasserläufer Tringa incana engl.: Wandering Tattler                  | I        | G    | G   |         | I       |        | I        |          |           |        |
| Grauschwanz-Wasserläufer Tringa brevipes engl.: Grey-tailed Tattler        | I        | G    | G   |         | I       | I      | I        |          |           |        |
| Flussuferläufer Tringa hypoleucos engl.: Common Sandpiper                  |          | I    | I   | I       |         |        |          |          |           |        |
| Grünschenkel Tringa nebularia engl.: Common Greenshank                     |          | G    | G   |         | I       | I      |          | I        |           |        |
| Teichwasserläufer Tringa stagnatilis engl.: Marsh Sandpiper                |          | G    | G   |         | G       |        |          |          |           |        |
| Kleiner Gelbschenkel Tringa flavipes engl.: Lesser Yellowlegs              |          | I    | I   |         | I       |        |          |          |           |        |
| Terekwasserläufer Tringa cinerea engl.: Terek Sandpiper                    |          | I    | I   |         |         |        |          |          |           |        |
| Steinwälzer Arenaria interpres engl.: Ruddy Turnstone                      | I        | G    | G   | G       | G       | I      | G        | I        | I         |        |
| Thorshühnchen Phalaropus fulicarius engl.: Grey Phalarope                  |          | V    | V   |         |         |        |          |          |           |        |
| Odinshühnchen Phalaropus lobatus engl.: Red-necked Phalarope               |          | V    | V   |         |         |        |          |          |           |        |
| Wilson-Wassertreter Phalaropus tricolor engl.: Wilson’s Phalarope          |          | V    | V   |         |         |        |          |          |           |        |

1 Unterart Coenocorypha aucklandica aucklandica (engl.: Auckland Island Snipe)

2 Unterart Coenocorypha aucklandica perseverance (engl.: Campbell Island Snipe)

3 Unterart Coenocorypha aucklandica meinertzhagenae (engl.: Antipodes Island Snipe)

4 Unterart Calidris canutus rogersi (engl.: Lesser Knot)

5 Unterarten Numenius phaeopus variegatus (engl.: Asiatic Whimbrel) und Numenius phaeopus hudsonicus (engl.: American Whimbrel)

6 Unterart Limosa lapponica baueri (engl.: Eastern Bar-tailed Godwit)

7 Unterart Limosa limosa melanuroides (engl.: Asiatic Black-tailed Godwit)

### Goldschnepfen
Familie: Rostratulidae
| Art                                                            | Kermadec | Nord | Süd | Stewart | Chatham | Snares | Auckland | Campbell | Antipoden | Bounty |
| -------------------------------------------------------------- | -------- | ---- | --- | ------- | ------- | ------ | -------- | -------- | --------- | ------ |
| Bunt-Goldschnepfe Rostratula benghalensis engl.: Painted Snipe |          |      | I   |         |         |        |          |          |           |        |

### Austernfischer
Familie: Haematopodidae
| Art                                                                                             | Kermadec | Nord | Süd | Stewart | Chatham | Snares | Auckland | Campbell | Antipoden | Bounty |
| ----------------------------------------------------------------------------------------------- | -------- | ---- | --- | ------- | ------- | ------ | -------- | -------- | --------- | ------ |
| Neuseeländischer Austernfischer Haematopus unicolor maori.: Torea engl.: Variable Oystercatcher |          | B    | B   | B       |         |        |          |          |           |        |
| Südinsel-Austernfischer Haematopus finschi engl.: South Island Pied Oystercatcher               | I        | G    | B   | G       | I       | I      | I        | I        |           |        |
| Chatham-Austernfischer Haematopus chathamensis engl.: Chatham Oystercatcher                     |          |      |     |         | B       |        |          |          |           |        |

### Säbelschnäbler
Familie: Recurvirostridae
| Art                                                                               | Kermadec | Nord | Süd | Stewart | Chatham | Snares | Auckland | Campbell | Antipoden | Bounty |
| --------------------------------------------------------------------------------- | -------- | ---- | --- | ------- | ------- | ------ | -------- | -------- | --------- | ------ |
| Weißgesicht-Stelzenläufer Himantopus leucocephalus engl.: Pied Stilt              |          | B    | B   | B       | I       |        |          |          |           |        |
| Schwarzer Stelzenläufer Himantopus novaezelandiae maori.: Kaki engl.: Black Stilt |          | G    | B   |         |         |        |          |          |           |        |
| Rotkopf-Säbelschnäbler Recurvirostra novaehollandiae engl.: Red-necked Avocet     |          | I    | I   |         |         |        |          |          |           |        |

### Regenpfeifer
Familie: Charadriidae
| Art                                                                                   | Kermadec | Nord | Süd | Stewart | Chatham | Snares | Auckland | Campbell | Antipoden | Bounty |
| ------------------------------------------------------------------------------------- | -------- | ---- | --- | ------- | ------- | ------ | -------- | -------- | --------- | ------ |
| Sibirischer Goldregenpfeifer Pluvialis fulva engl.: Pacific Golden Plover             | G        | G    | G   | G       | G       |        | I        |          |           |        |
| Prärie-Goldregenpfeifer Pluvialis dominica engl.: American Golden Plover              |          | I    |     |         |         |        |          |          |           |        |
| Kiebitzregenpfeifer Pluvialis squatarola engl.: Grey Plover                           | I        | I    | I   |         | I       |        |          |          |           |        |
| Maoriregenpfeifer Charadrius obscurus maori.: Tuturiwhatu engl.: New Zealand Dotterel |          | B1   | ex2 | B2      |         |        |          |          |           |        |
| Amerika-Sandregenpfeifer Charadrius semipalmatus engl.: Semipalmated Plover           |          | I    |     |         |         |        |          |          |           |        |
| Rotkopf-Regenpfeifer Charadrius ruficapillus engl.: Red-capped Plover                 |          | I    | I   |         |         |        |          |          |           |        |
| Doppelbandregenpfeifer Charadrius bicinctus engl.: Banded Dotterel                    | I        | B3   | B3  |         | B3      |        | B4       | G        |           |        |
| Mongolenregenpfeifer Charadrius mongolus engl.: Lesser Sand Plover                    |          | G    | G   |         | I       |        |          |          |           |        |
| Wüstenregenpfeifer Charadrius leschenaultii engl.: Greater Sand Plover                |          | G5   | G5  |         |         |        |          |          |           |        |
| Steppenregenpfeifer Charadrius veredus engl.: Oriental Plover                         | I        | I    | I   |         | I       |        |          |          |           |        |
| Schiefschnabel Anarhynchus frontalis maori.: Ngutuparore engl.: Wrybill               |          | G    | B   |         |         |        |          |          |           |        |
| Schwarzstirn-Regenpfeifer Elseyornis melanops engl.: Black-fronted Dotterel           |          | B    | B   |         |         |        |          |          |           |        |
| Chathamregenpfeifer Thinornis novaeseelandiae maori.: Tuturuatu engl.: Shore Plover   |          | ex   | ex  | ex      | B       |        |          |          |           |        |
| Schwarzbrust-Regenpfeifer Erythrogonys cinctus engl.: Red-kneed Dotterel              |          | I    |     |         |         |        |          |          |           |        |
| Maskenkiebitz Vanellus miles engl.: Masked Lapwing                                    | I        | B6   | B6  | B6      | B6      | I      | I        | I        | I         |        |

1 Unterart Charadrius obscurus aquilonius (engl.: Northern New Zealand Dotterel)

2 Unterart Charadrius obscurus obscurus (engl.: Southern New Zealand Dotterel)

3 Unterart Charadrius bicinctus bicinctus

4 Unterart Charadrius bicinctus exilis (engl.: Auckland Island Banded Dotterel)

5 Unterart Charadrius leschenaultii leschenaultii

6 Unterart Vanellus miles novaehollandiae (engl.: Spur-winged Plover)

### Brachschwalbenartige
Familie: Glareolidae
| Art                                                                | Kermadec | Nord | Süd | Stewart | Chatham | Snares | Auckland | Campbell | Antipoden | Bounty |
| ------------------------------------------------------------------ | -------- | ---- | --- | ------- | ------- | ------ | -------- | -------- | --------- | ------ |
| Orientbrachschwalbe Glareola maldivarum engl.: Oriental Pratincole | I        | I    | I   | I       |         |        |          |          |           |        |

### Raubmöwen
Familie: Stercorariidae
| Art                                                             | Kermadec | Nord | Süd | Stewart | Chatham | Snares | Auckland | Campbell | Antipoden | Bounty |
| --------------------------------------------------------------- | -------- | ---- | --- | ------- | ------- | ------ | -------- | -------- | --------- | ------ |
| Subantarktikskua Stercorarius antarcticus engl.: Brown Skua     | G1       | G1   | B1  | B1      | B1      | B1     | B1       | B1       | B1        | G1     |
| Antarktikskua Stercorarius maccormicki engl.: South Polar Skua  | I        | I    | I   | I       | I       | I      | I        | I        | I         | I      |
| Spatelraubmöwe Stercorarius pomarinus engl.: Pomarine Skua      |          | G    | G   |         | G       |        |          |          |           |        |
| Schmarotzerraubmöwe Stercorarius parasiticus engl.: Arctic Skua | I        | G    | G   |         | G       |        |          |          | I         |        |
| Falkenraubmöwe Stercorarius longicaudus engl.: Long-tailed Skua |          | G    | G   |         | G       |        |          |          |           |        |

1 Unterart Stercorarius antarcticus lonnbergi (engl.: Subantarctic Skua)

### Möwen
Familie: Laridae
| Art                                                               | Kermadec | Nord | Süd | Stewart | Chatham | Snares | Auckland | Campbell | Antipoden | Bounty |
| ----------------------------------------------------------------- | -------- | ---- | --- | ------- | ------- | ------ | -------- | -------- | --------- | ------ |
| Dominikanermöwe Larus dominicanus maori.: Karoro engl.: Kelp Gull | I        | B1   | B1  | B1      | B1      | B1     | B1       | B1       | B1        | B1     |
| Präriemöwe Leucophaeus pipixcan engl.: Franklin’s Gull            | I        | I    | I   |         |         |        |          |          |           |        |
| Rotschnabelmöwe Chroicocephalus scopulinus engl.: Red-billed Gull |          | B2   | B2  | B2      | B2      | B2     | B2       | B2       |           |        |
| Maorimöwe Chroicocephalus bulleri engl.: Black-billed Gull        |          | B    | B   |         |         |        |          |          |           |        |

1 Unterart Larus dominicanus dominicanus (engl.: Southern Black-backed Gull)

2 Unterart Larus novaehollandiae scopulinus

### Seeschwalben
Familie: Sternidae
| Art                                                                                       | Kermadec | Nord | Süd | Stewart | Chatham | Snares | Auckland | Campbell | Antipoden | Bounty |
| ----------------------------------------------------------------------------------------- | -------- | ---- | --- | ------- | ------- | ------ | -------- | -------- | --------- | ------ |
| Noddi Anous stolidus engl.: Brown Noddy                                                   | B1       | I    |     |         |         |        |          |          |           |        |
| Weißkopfnoddi Anous minutus engl.: Black Noddy                                            | B2       | I    |     |         |         |        |          |          |           |        |
| Graunoddi Anous cerulea engl.: Grey Noddy                                                 | B3       | G3   |     |         |         |        |          |          |           |        |
| Feenseeschwalbe Gygis alba engl.: White Tern                                              | B4       | I    | I   |         |         |        |          |          |           |        |
| Rußseeschwalbe Onychoprion fuscatus engl.: Sooty Tern                                     | B5       | I    |     |         |         |        |          |          |           |        |
| Brillenseeschwalbe Onychoprion lunatus engl.: Grey-backed Tern                            |          | I    |     |         |         |        |          |          |           |        |
| Zügelseeschwalbe Onychoprion anaethetus engl.: Bridled Tern                               |          |      | I   |         |         |        |          |          |           |        |
| Zwergseeschwalbe Sternula albifrons engl.: Little Tern                                    | I        | G6   | G6  |         | I       |        |          |          |           |        |
| Australseeschwalbe Sternula nereis engl.: Australian Fairy Tern                           |          | B7   | ex7 |         |         |        |          |          |           |        |
| Lachseeschwalbe Gelochelidon nilotica engl.: Gull-billed Tern                             |          | G    | G   |         |         |        |          |          |           |        |
| Raubseeschwalbe Hydroprogne caspia maori.: Taranui engl.: Caspian Tern                    | I        | G    | G   |         | I       |        |          |          |           |        |
| Weißflügelseeschwalbe Chlidonias leucopterus engl.: White-winged Tern                     |          | G    | G   |         |         |        |          |          |           |        |
| Weißbart-Seeschwalbe Chlidonias hybridus engl.: Whiskered Tern                            |          | I    | I   |         |         |        |          |          |           |        |
| Graubauch-Seeschwalbe Chlidonias albostriatus maori.: Tarapiroe engl.: Black-fronted Tern |          | G    | B   |         |         |        |          |          |           |        |
| Taraseeschwalbe Sterna striata engl.: White-fronted Tern                                  |          | B    | B   | B       | B       | B      | B        |          |           |        |
| Antipodenseeschwalbe Sterna vittata engl.: Antarctic Tern                                 |          | I    | G8  | B8      | I       | B8     | B8       | B8       | B8        | B8     |
| Küstenseeschwalbe Sterna paradisaea engl.: Arctic Tern                                    |          | I    | I   | I       | I       | I      | I        | I        | I         |        |
| Fluss-Seeschwalbe Sterna hirundo engl.: Common Tern                                       |          | G9   | G9  |         |         |        |          |          |           |        |
| Eilseeschwalbe Thalasseus bergii engl.: Great Crested Tern                                | I        | I    | I   |         |         |        |          |          |           |        |

1 Unterart Anous stolidus pileatus

2 Unterart Anous minutus minutus

3 Unterart Anous cerulea albivitta

4 Unterart Gygis alba candida

5 Unterart Onychoprion fuscatus serratus

6 Unterart Sternula albifrons sinensis (engl.: Eastern Little Tern)

7 Unterart Sternula nereis davisae (engl.: New Zealand Fairy Tern)

8 Unterart Sterna vittata bethunei (engl.: New Zealand Antarctic Tern)

9 Unterart Sterna hirundo longipennis (engl.: Eastern Common Tern)

### Tauben
Ordnung: Columbiformes
Familie: Columbidae
| Art                                                                                  | Kermadec | Nord | Süd | Stewart | Chatham | Snares | Auckland | Campbell | Antipoden | Bounty |
| ------------------------------------------------------------------------------------ | -------- | ---- | --- | ------- | ------- | ------ | -------- | -------- | --------- | ------ |
| Felsentaube Columba livia engl.: Rock Pigeon                                         |          | B    | B   | B       | I       | I      | I        |          |           |        |
| Lachtaube Streptopelia roseogrisea engl.: Barbary Dove                               |          | B    | B   |         |         |        |          |          |           |        |
| Perlhalstaube Spilopelia chinensis engl.: Barbary Dove                               |          | B1   |     |         |         |        |          |          |           |        |
| Maori-Fruchttaube Hemiphaga novaeseelandiae maori.: Kererū engl.: New Zealand Pigeon |          | B    | B   | B       |         |        |          |          |           |        |
| Chathamfruchttaube Hemiphaga chathamensis maori.: Parea engl.: Chatham Island Pigeon |          |      |     |         | B       |        |          |          |           |        |

1 Unterart Streptopelia chinensis tigrina

## Papageien
Ordnung: Psittaciformes

### Strigopidae
Familie: Strigopidae
| Art                                                           | Kermadec | Nord | Süd | Stewart | Chatham | Snares | Auckland | Campbell | Antipoden | Bounty |
| ------------------------------------------------------------- | -------- | ---- | --- | ------- | ------- | ------ | -------- | -------- | --------- | ------ |
| Kakapo Strigops habroptila maori.: Kākāpō engl.: Kakapo       |          | B    | B   | B       |         |        |          |          |           |        |
| Kaka Nestor meridionalis maori.: Kākā engl.: New Zealand Kaka |          | B1   | B2  | B2      |         |        |          |          |           |        |
| Kea Nestor notabilis maori. / engl.: Kea                      |          |      | B   |         |         |        |          |          |           |        |

1 Unterart Nestor meridionalis septentrionalis (engl.: North Island Kaka)

2 Unterart Nestor meridionalis meridionalis (engl.: South Island Kaka)

### Kakadus
Familie: Cacatuidae
| Art                                                               | Kermadec | Nord | Süd | Stewart | Chatham | Snares | Auckland | Campbell | Antipoden | Bounty |
| ----------------------------------------------------------------- | -------- | ---- | --- | ------- | ------- | ------ | -------- | -------- | --------- | ------ |
| Gelbhaubenkakadu Cacatua galerita engl.: Sulphur-crested Cockatoo |          | B    | B   |         |         |        |          |          |           |        |
| Rosakakadu Eolophus roseicapillus engl.: Galah                    |          | B    |     |         |         |        |          |          |           |        |

### Eigentliche Papageien
Familie: Psittacidae
| Art                                                                                          | Kermadec | Nord | Süd | Stewart | Chatham | Snares | Auckland | Campbell | Antipoden | Bounty |
| -------------------------------------------------------------------------------------------- | -------- | ---- | --- | ------- | ------- | ------ | -------- | -------- | --------- | ------ |
| Pennantsittich Platycercus elegans engl.: Crimson Rosella                                    |          | B    |     |         |         |        |          |          |           |        |
| Rosellasittich Platycercus eximius engl.: Eastern Rosella                                    |          | B    |     |         |         |        |          |          |           |        |
| Ziegensittich Cyanoramphus novaezelandiae maori.: Kākāriki engl.: Red-crowned Parakeet       | B1       | B2   | B2  | B2      | B3      |        | B2       |          |           |        |
| Springsittich Cyanoramphus auriceps maori.: Kākāriki engl.: Yellow-crowned Parakeet          |          | B    | B   | B       |         |        |          |          |           |        |
| Malherbesittich Cyanoramphus malherbi maori.: Kākāriki karaka engl.: Orange-fronted Parakeet |          |      | B   |         |         |        |          |          |           |        |
| Chathamsittich Cyanoramphus forbesi engl.: Chatham Islands Parakeet                          |          |      |     |         | B       |        |          |          |           |        |
| Einfarblaufsittich Cyanoramphus unicolor engl.: Antipodes Island Parakeet                    |          |      |     |         |         |        |          |          | B         |        |
| Antipodensittich Cyanoramphus hochstetteri engl.: Reischek’s Parakeet                        |          |      |     |         |         |        |          |          | B         |        |

1 Unterart Cyanoramphus novaezelandiae cyanurus (engl.: Kermadec Parakeet)

2 Unterart Cyanoramphus novaezelandiae novaezelandiae

3 Unterart Cyanoramphus novaezelandiae chathamensis (engl.: Chatham Island Red-crowned Parakeet)

## Kuckucke
Ordnung: Cuculiformes
Familie: Cuculidae
| Art                                                                                       | Kermadec | Nord | Süd | Stewart | Chatham | Snares | Auckland | Campbell | Antipoden | Bounty |
| ----------------------------------------------------------------------------------------- | -------- | ---- | --- | ------- | ------- | ------ | -------- | -------- | --------- | ------ |
| Horsfieldkuckuck Cuculus optatus engl.: Oriental Cuckoo                                   | I        | I    | I   | I       |         | I      |          |          |           |        |
| Blasskuckuck Cacomantis pallidus engl.: Pallid Cuckoo                                     |          | I    | I   |         |         |        |          |          |           |        |
| Fächerschwanzkuckuck Cacomantis flabelliformis engl.: Fan-tailed Cuckoo                   |          | I    | I   |         |         |        |          |          |           |        |
| Glanzbronzekuckuck Chrysococcyx lucidus maori: Pipiwharauroa engl.: Shining Bronze-cuckoo | G1       | B1   | B1  | B1      | B1      | G1     | G1       |          |           |        |
| Langschwanzkoel Urodynamis taitensis maori: Koekoea engl.: Long-tailed Koel               | G        | B    | B   |         | G       | G      | G        |          |           |        |
| Fratzenkuckuck Scythrops novaehollandiae engl.: Channel-billed Cuckoo                     |          | I    | I   |         |         |        |          |          |           |        |

1 Unterart Chrysococcyx lucidus lucidus

## Eulen
Ordnung: Strigiformes

### Eigentliche Eulen
Familie: Strigidae
| Art                                                                       | Kermadec | Nord | Süd | Stewart | Chatham | Snares | Auckland | Campbell | Antipoden | Bounty |
| ------------------------------------------------------------------------- | -------- | ---- | --- | ------- | ------- | ------ | -------- | -------- | --------- | ------ |
| Neuseeland-Kuckuckskauz Ninox novaeseelandiae maori: Ruru engl.: Morepork |          | B1   | B1  | B1      |         | I      |          |          |           |        |
| Weißwangenkauz Sceloglaux albifacies maori: Whekau engl.: Laughing Owl    |          | X2   | X3  | X3      |         |        |          |          |           |        |
| Steinkauz Athene noctua engl.: Little Owl                                 |          |      | B   |         |         |        |          |          |           |        |

1 Unterart Ninox novaeseelandiae novaeseelandiae

2 Unterart Sceloglaux albifacies rufifacies (engl.: North Island Laughing Owl)

3 Unterart Sceloglaux albifacies albifacies (engl.: South Island Laughing Owl)

### Schleiereulen
Familie: Tytonidae
| Art                                    | Kermadec | Nord | Süd | Stewart | Chatham | Snares | Auckland | Campbell | Antipoden | Bounty |
| -------------------------------------- | -------- | ---- | --- | ------- | ------- | ------ | -------- | -------- | --------- | ------ |
| Schleiereule Tyto alba engl.: Barn Owl |          | B1   | I   |         |         |        |          |          |           |        |

1 Unterart Tyto alba delicatula (engl.: Australian Barn Owl)

## Seglervögel
Ordnung: Apodiformes

### Höhlenschwalme
Familie: Aegothelidae
| Art                                                          | Kermadec | Nord | Süd | Stewart | Chatham | Snares | Auckland | Campbell | Antipoden | Bounty |
| ------------------------------------------------------------ | -------- | ---- | --- | ------- | ------- | ------ | -------- | -------- | --------- | ------ |
| Aegotheles novaezealandiae engl.: New Zealand Owlet-nightjar |          | X    | X   |         |         |        |          |          |           |        |

### Segler
Familie: Apodidae
| Art                                                                         | Kermadec | Nord | Süd | Stewart | Chatham | Snares | Auckland | Campbell | Antipoden | Bounty |
| --------------------------------------------------------------------------- | -------- | ---- | --- | ------- | ------- | ------ | -------- | -------- | --------- | ------ |
| Stachelschwanzsegler Hirandapus caudacutus engl.: White-throated Needletail | G1       | G1   | G1  | G1      | G1      | G1     |          |          |           |        |
| Pazifiksegler Apus pacificus engl.: Fork-tailed Swift                       |          | I    | I   |         | I       |        | I        |          |           |        |

1 Unterart Hirundapus caudacutus caudacutus

## Rackenvögel
Ordnung: Coraciiformes

### Eisvögel
Familie: Alcedinidae
| Art                                                                     | Kermadec | Nord | Süd | Stewart | Chatham | Snares | Auckland | Campbell | Antipoden | Bounty |
| ----------------------------------------------------------------------- | -------- | ---- | --- | ------- | ------- | ------ | -------- | -------- | --------- | ------ |
| Jägerliest Dacelo novaeguineae engl.: Laughing Kookaburra               |          | B1   | I   |         |         |        |          |          |           |        |
| Götzenliest Todiramphus sanctus maori.: Kōtare engl.: Sacred Kingfisher | B2       | B2   | B2  | B2      | I       |        |          |          |           |        |

1 Unterart Dacelo novaeguineae novaeguineae

2 Unterart Todiramphus sanctus vagans (engl.: New Zealand Kingfisher)

### Racken
Familie: Coraciidae
| Art                                                 | Kermadec | Nord | Süd | Stewart | Chatham | Snares | Auckland | Campbell | Antipoden | Bounty |
| --------------------------------------------------- | -------- | ---- | --- | ------- | ------- | ------ | -------- | -------- | --------- | ------ |
| Türkisracke Eurystomus orientalis engl.: Dollarbird |          | I    | I   |         |         |        |          |          |           |        |

## Sperlingsvögel
Ordnung: Passeriformes

### Maorischlüpfer
Familie: Acanthisittidae
| Art                                                                         | Kermadec | Nord | Süd | Stewart | Chatham | Snares | Auckland | Campbell | Antipoden | Bounty |
| --------------------------------------------------------------------------- | -------- | ---- | --- | ------- | ------- | ------ | -------- | -------- | --------- | ------ |
| Grünstummelschwanz Acanthisitta chloris maori.: Titipounamu engl.: Rifleman |          | B1   | B2  | B2      |         |        |          |          |           |        |
| Waldstummelschwanz Xenicus longipes engl.: Bush Wren                        |          | X3   | X4  | X5      |         |        |          |          |           |        |
| Felsenstummelschwanz Xenicus gilviventris engl.: South Island Wren          |          |      | B   |         |         |        |          |          |           |        |
| Stephenschlüpfer Xenicus lyalli engl.: Stephens Island Wren                 |          | X    | X   |         |         |        |          |          |           |        |
| Pachyplichas jagmi engl.: North Island Stout-legged Wren                    |          | X    |     |         |         |        |          |          |           |        |
| Pachyplichas yaldwyni engl.: South Island Stout-legged Wren                 |          |      | X   |         |         |        |          |          |           |        |
| Dendroscansor decurvirostris engl.: Long-billed Wren                        |          |      | X   |         |         |        |          |          |           |        |

1 Unterart Acanthisitta chloris granti (engl.: North Island Rifleman)

2 Unterart Acanthisitta chloris chloris (engl.: South Island Rifleman)

3 Unterart Xenicus longipes stokesii (engl.: North Island Bush Wren)

4 Unterart Xenicus longipes longipes (engl.: South Island Bush Wren)

5 Unterart Xenicus longipes variabilis (engl.: Stead’s Bush Wren)

### Lappenvögel
Familie: Callaeidae
| Art                                                                           | Kermadec | Nord | Süd | Stewart | Chatham | Snares | Auckland | Campbell | Antipoden | Bounty |
| ----------------------------------------------------------------------------- | -------- | ---- | --- | ------- | ------- | ------ | -------- | -------- | --------- | ------ |
| Graulappenvogel Callaeas wilsoni engl.: North Island Kokako                   |          | B    |     |         |         |        |          |          |           |        |
| Orangelappenvogel Callaeas cinereus engl.: South Island Kokako                |          |      | X   | X       |         |        |          |          |           |        |
| Nordinsel-Sattelvogel Philesturnus rufusater engl.: North Island Saddleback   |          | B    |     |         |         |        |          |          |           |        |
| Südinsel-Sattelvogel Philesturnus carunculatus engl.: South Island Saddleback |          |      | B   | B       |         |        |          |          |           |        |
| Huia Heteralocha acutirostris maori. / engl.: Huia                            |          | X    |     |         |         |        |          |          |           |        |

### Notiomystidae
Familie: Notiomystidae
| Art                                                          | Kermadec | Nord | Süd | Stewart | Chatham | Snares | Auckland | Campbell | Antipoden | Bounty |
| ------------------------------------------------------------ | -------- | ---- | --- | ------- | ------- | ------ | -------- | -------- | --------- | ------ |
| Stichvogel Notiomystis cincta maori.: Hihi engl.: Stitchbird |          | B    |     |         |         |        |          |          |           |        |

### Pirole
Familie: Oriolidae
| Art                                                        | Kermadec | Nord | Süd | Stewart | Chatham | Snares | Auckland | Campbell | Antipoden | Bounty |
| ---------------------------------------------------------- | -------- | ---- | --- | ------- | ------- | ------ | -------- | -------- | --------- | ------ |
| Nordinselpirol Turnagra tanagra engl.: North Island Piopio |          | X    |     |         |         |        |          |          |           |        |
| Südinselpirol Turnagra capensis engl.: South Island Piopio |          |      | X   |         |         |        |          |          |           |        |

### Südseegrasmücken
Familie: Acanthizidae
| Art                                                                       | Kermadec | Nord | Süd | Stewart | Chatham | Snares | Auckland | Campbell | Antipoden | Bounty |
| ------------------------------------------------------------------------- | -------- | ---- | --- | ------- | ------- | ------ | -------- | -------- | --------- | ------ |
| Maorigerygone Gerygone igata maori.: Riroriro engl.: Grey Warbler         |          | B    | B   | B       |         | I      |          |          |           |        |
| Langschnabelgerygone Gerygone albofrontata engl.: Chatham Island Gerygone |          |      |     |         | B       |        |          |          |           |        |

### Honigfresser
Familie: Meliphagidae
| Art                                                                                | Kermadec | Nord | Süd | Stewart | Chatham | Snares | Auckland | Campbell | Antipoden | Bounty |
| ---------------------------------------------------------------------------------- | -------- | ---- | --- | ------- | ------- | ------ | -------- | -------- | --------- | ------ |
| Maori-Glockenhonigfresser Anthornis melanura maori.: Korimako engl.: Bellbird      |          | B1   | B2  | B2      |         | B2     | I        |          |           |        |
| Chatham-Glockenhonigfresser Anthornis melanocephala engl.: Chatham Island Bellbird |          |      |     |         | X       |        |          |          |           |        |
| Tui Prosthemadera novaeseelandiae maori. / engl.: Tui                              | B3       | B3   | B3  | B3      | B4      | I      | B3       |          |           |        |
| Rotlappen-Honigfresser Anthochaera carunculata engl.: Red Wattlebird               |          | I    |     |         |         |        |          |          |           |        |

1 Unterarten Anthornis melanura obscura (engl.: Three Kings Bellbird), Anthornis melanura oneho (engl.: Poor Knights Bellbird) und Anthornis melanura melanura

2 Unterart Anthornis melanura melanura

3 Unterart Prosthemadera novaeseelandiae novaeseelandiae

4 Unterart Prosthemadera novaeseelandiae chathamensis (engl.: Chatham Island Tui)

### Stachelbürzler
Familie: Campephagidae
| Art                                                                                   | Kermadec | Nord | Süd | Stewart | Chatham | Snares | Auckland | Campbell | Antipoden | Bounty |
| ------------------------------------------------------------------------------------- | -------- | ---- | --- | ------- | ------- | ------ | -------- | -------- | --------- | ------ |
| Schwarzgesicht-Raupenfänger Coracina novaehollandiae engl.: Black-faced Cuckoo-shrike |          | I    | I   | I       |         |        |          |          |           |        |
| Weißflügel-Raupenfänger Lalage tricolor engl.: White-winged Triller                   |          |      | I   |         |         |        |          |          |           |        |

### Mohouidae
Familie: Mohouidae
| Art                                                                      | Kermadec | Nord | Süd | Stewart | Chatham | Snares | Auckland | Campbell | Antipoden | Bounty |
| ------------------------------------------------------------------------ | -------- | ---- | --- | ------- | ------- | ------ | -------- | -------- | --------- | ------ |
| Weißköpfchen Mohoua albicilla maori.: Popokotea engl.: Whitehead         |          | B    |     |         |         |        |          |          |           |        |
| Gelbköpfchen Mohoua ochrocephala maori.: Mohua engl.: Yellowhead         |          |      | B   | B       |         |        |          |          |           |        |
| Braunköpfchen Mohoua novaeseelandiae maori.: Pipipi engl.: Brown Creeper |          |      | B   | B       |         |        |          |          |           |        |

### Schwalbenstarverwandte
Familie: Artamidae
| Art                                                                            | Kermadec | Nord | Süd | Stewart | Chatham | Snares | Auckland | Campbell | Antipoden | Bounty |
| ------------------------------------------------------------------------------ | -------- | ---- | --- | ------- | ------- | ------ | -------- | -------- | --------- | ------ |
| Flötenkrähenstar Gymnorhina tibicen engl.: Australian Magpie                   |          | B    | B   |         |         |        |          |          |           |        |
| Maskenschwalbenstar Artamus personatus engl.: Masked Woodswallow               |          |      | I   |         |         |        |          |          |           |        |
| Weißbrauen-Schwalbenstar Artamus superciliosus engl.: White-browed Woodswallow |          | I    | I   |         |         |        |          |          |           |        |

### Fächerschwänze
Familie: Rhipiduridae
| Art                                                                                        | Kermadec | Nord | Süd | Stewart | Chatham | Snares | Auckland | Campbell | Antipoden | Bounty |
| ------------------------------------------------------------------------------------------ | -------- | ---- | --- | ------- | ------- | ------ | -------- | -------- | --------- | ------ |
| Neuseelandfächerschwanz Rhipidura fuliginosa maori.: Piwakawaka engl.: New Zealand Fantail |          | B1   | B2  | B2      | B3      | B2     |          |          |           |        |
| Gartenfächerschwanz Rhipidura leucophrys engl.: Willie Wagtail                             |          |      |     |         | I       |        |          |          |           |        |

1 Unterart Rhipidura fuliginosa placabilis (engl.: North Island Fantail)

2 Unterart Rhipidura fuliginosa fuliginosa (engl.: South Island Fantail)

3 Unterart Rhipidura fuliginosa penita (engl.: Chatham Island Fantail)

### Rabenvögel
Family: Corvidae
| Art                                                      | Kermadec | Nord | Süd | Stewart | Chatham | Snares | Auckland | Campbell | Antipoden | Bounty |
| -------------------------------------------------------- | -------- | ---- | --- | ------- | ------- | ------ | -------- | -------- | --------- | ------ |
| Maorikrähe Corvus antipodum engl.: New Zealand Raven     |          | X1   | X2  | X2      |         |        |          |          |           |        |
| Chatham-Rabe Corvus moriorum engl.: Chatham Island Raven |          |      |     |         | X       |        |          |          |           |        |
| Saatkrähe Corvus frugilegus engl.: Rook                  |          | B    | B   | B       | B       |        |          |          |           |        |

1 Unterart Corvus antipodum antipodum (engl.: North Island Raven)

2 Unterart Corvus antipodum pycrafti (engl.: South Island Raven)

### Monarchen
Familie: Monarchidae
| Art                                                          | Kermadec | Nord | Süd | Stewart | Chatham | Snares | Auckland | Campbell | Antipoden | Bounty |
| ------------------------------------------------------------ | -------- | ---- | --- | ------- | ------- | ------ | -------- | -------- | --------- | ------ |
| Seidenmonarch Myiagra cyanoleuca engl.: Satin Flycatcher     |          | I    | I   |         |         |        |          |          |           |        |
| Maskenmonarch Monarcha melanopsis engl.: Black-faced Monarch |          | I    |     |         |         |        |          |          |           |        |

### Schnäpper
Familie: Petroicidae
| Art                                                           | Kermadec | Nord | Süd | Stewart | Chatham | Snares | Auckland | Campbell | Antipoden | Bounty |
| ------------------------------------------------------------- | -------- | ---- | --- | ------- | ------- | ------ | -------- | -------- | --------- | ------ |
| Maorischnäpper Petroica macrocephala engl.: Tomtit            |          | B1   | B2  | B2      | B3      | B4     | B5       |          |           |        |
| Langbeinschnäpper Petroica australis engl.: New Zealand Robin |          | B6   | B7  | B8      |         |        |          |          |           |        |
| Chatham-Schnäpper Petroica traversi engl.: Black Robin        |          |      |     |         | B       |        |          |          |           |        |

1 Unterart Petroica macrocephala toitoi (Maori.: miromiro, engl.: North Island Tomtit)

2 Unterart Petroica macrocephala macrocephala (Maori.: ngirungiru, engl.: South Island Tomtit)

3 Unterart Petroica macrocephala chathamensis (engl.: Chatham Island Tomtit)

4 Unterart Petroica macrocephala dannefaerdi (engl.: Snares Island Tomtit)

5 Unterart Petroica macrocephala marrineri (engl.: Auckland Island Tomtit)

6 Unterart Petroica australis longipes (engl.: New Zealand Robin (North I.))

7 Unterart Petroica australis australis (engl.: New Zealand Robin (South I.))

8 Unterart Petroica australis rakiura

### Lerchen
Familie: Alaudidae
| Art                                                | Kermadec | Nord | Süd | Stewart | Chatham | Snares | Auckland | Campbell | Antipoden | Bounty |
| -------------------------------------------------- | -------- | ---- | --- | ------- | ------- | ------ | -------- | -------- | --------- | ------ |
| Feldlerche Alauda arvensis engl.: Eurasian Skylark |          | B    | B   |         | B       |        |          |          |           |        |

### Rohrsängerartige
Familie: Acrocephalidae
| Art                                                                     | Kermadec | Nord | Süd | Stewart | Chatham | Snares | Auckland | Campbell | Antipoden | Bounty |
| ----------------------------------------------------------------------- | -------- | ---- | --- | ------- | ------- | ------ | -------- | -------- | --------- | ------ |
| Australrohrsänger Acrocephalus australis engl.: Australian Reed-warbler |          |      | I   |         |         |        |          |          |           |        |

### Schwirlverwandte
Familie: Locustellidae
| Art                                                                   | Kermadec | Nord | Süd | Stewart | Chatham | Snares | Auckland | Campbell | Antipoden | Bounty |
| --------------------------------------------------------------------- | -------- | ---- | --- | ------- | ------- | ------ | -------- | -------- | --------- | ------ |
| Farnsteiger Megalurus punctatus maori.: Matata engl.: Fernbird        |          | B1   | B2  | B3      |         | B4     |          |          |           |        |
| Chatham-Grassänger Megalurus rufescens engl.: Chatham Island Fernbird |          |      |     |         | X       |        |          |          |           |        |

1 Unterart Megalurus punctatus vealeae (engl.: North Island Fernbird)

2 Unterart Megalurus punctatus punctata (engl.: South Island Fernbird)

3 Unterarten Megalurus punctatus stewartiana (engl.: Stewart Island Fernbird) und Bowdleria punctata wilsoni (engl.: Codfish Island Fernbird)

4 Unterart Megalurus punctatus caudata (engl.: Snares Island Fernbird)

### Brillenvögel
Family: Zosteropidae
| Art                                                                         | Kermadec | Nord | Süd | Stewart | Chatham | Snares | Auckland | Campbell | Antipoden | Bounty |
| --------------------------------------------------------------------------- | -------- | ---- | --- | ------- | ------- | ------ | -------- | -------- | --------- | ------ |
| Graumantel-Brillenvogel Zosterops lateralis maori.: Tauhou engl.: Silvereye | B1       | B1   | B1  | B1      | B1      | B1     | B1       | B1       | B1        |        |

1 Unterart Zosterops lateralis lateralis

### Schwalben
Family: Hirundinidae
| Art                                                     | Kermadec | Nord | Süd | Stewart | Chatham | Snares | Auckland | Campbell | Antipoden | Bounty |
| ------------------------------------------------------- | -------- | ---- | --- | ------- | ------- | ------ | -------- | -------- | --------- | ------ |
| Glücksschwalbe Hirundo neoxena engl.: Welcome Swallow   | B1       | B1   | B1  | B1      | B1      | G1     | G1       | I        |           |        |
| Arielschwalbe Petrochelidon ariel engl.: Fairy Martin   |          | I    | I   |         |         | I      |          |          |           |        |
| Baumschwalbe Petrochelidon nigricans engl.: Tree Martin |          | I    | I   |         | I       | I      |          |          |           |        |

1 Unterart Hirundo neoxena neoxena

### Drosseln
Familie: Turdidae
| Art                                              | Kermadec | Nord | Süd | Stewart | Chatham | Snares | Auckland | Campbell | Antipoden | Bounty |
| ------------------------------------------------ | -------- | ---- | --- | ------- | ------- | ------ | -------- | -------- | --------- | ------ |
| Amsel Turdus merula engl.: Eurasian Blackbird    | B1       | B1   | B1  | B1      | B1      | B1     | B1       | B1       | I         |        |
| Singdrossel Turdus philomelos engl.: Song Thrush | B        | B    | B   | B       | B       | B      | I        | I        | I         |        |

1 Unterart Turdus merula merula

### Stare
Family: Sturnidae
| Art                                                 | Kermadec | Nord | Süd | Stewart | Chatham | Snares | Auckland | Campbell | Antipoden | Bounty |
| --------------------------------------------------- | -------- | ---- | --- | ------- | ------- | ------ | -------- | -------- | --------- | ------ |
| Star Sturnus vulgaris engl.: Common Starling        | B1       | B1   | B1  | B1      | B1      | B1     | B1       | B1       | B1        | I      |
| Hirtenmaina Acridotheres tristis engl.: Common Myna |          | B    |     |         |         |        |          |          |           |        |

1 Unterart Sturnus vulgaris vulgaris

### Sperlinge
Familie: Passeridae
| Art                                                 | Kermadec | Nord | Süd | Stewart | Chatham | Snares | Auckland | Campbell | Antipoden | Bounty |
| --------------------------------------------------- | -------- | ---- | --- | ------- | ------- | ------ | -------- | -------- | --------- | ------ |
| Haussperling Passer domesticus engl.: House Sparrow |          | B1   | B1  | B1      | B1      | I      | I        | I        | I         |        |

1 Unterart Passer domesticus domesticus

### Stelzen und Pieper
Familie: Motacillidae
| Art                                                                                 | Kermadec | Nord | Süd | Stewart | Chatham | Snares | Auckland | Campbell | Antipoden | Bounty |
| ----------------------------------------------------------------------------------- | -------- | ---- | --- | ------- | ------- | ------ | -------- | -------- | --------- | ------ |
| Australspornpieper Anthus novaeseelandiae maori.: Pīhoihoi engl.: New Zealand Pipit | I        | B1   | B1  | B1      | B2      | I      | B3       |          | B4        |        |

1 Unterart Anthus novaeseelandiae novaeseelandiae

2 Unterart Anthus novaeseelandiae chathamensis (engl.: Chatham Island Pipit)

3 Unterart Anthus novaeseelandiae aucklandicus (engl.: Auckland Island Pipit)

4 Unterart Anthus novaeseelandiae steindachneri(engl.: Antipodes Island Pipit)

### Braunellen
Familie: Prunellidae
| Art                                               | Kermadec | Nord | Süd | Stewart | Chatham | Snares | Auckland | Campbell | Antipoden | Bounty |
| ------------------------------------------------- | -------- | ---- | --- | ------- | ------- | ------ | -------- | -------- | --------- | ------ |
| Heckenbraunelle Prunella modularis engl.: Dunnock |          | B    | B   | B       | B       | G      | G        | B        | B         |        |

### Finken
Familie: Fringillidae
| Art                                                     | Kermadec | Nord | Süd | Stewart | Chatham | Snares | Auckland | Campbell | Antipoden | Bounty |
| ------------------------------------------------------- | -------- | ---- | --- | ------- | ------- | ------ | -------- | -------- | --------- | ------ |
| Buchfink Fringilla coelebs engl.: Chaffinch             | I        | B    | B   | B       | B       | B      | B        | B        | I         |        |
| Grünfink Chloris chloris engl.: European Greenfinch     | I        | B    | B   | B       | B       | I      |          | I        |           |        |
| Stieglitz Carduelis carduelis engl.: European Goldfinch | I        | B1   | B1  | B1      | B1      | B1     | B1       | I        | I         |        |
| Birkenzeisig Acanthis flammea engl.: Common Redpoll     | B        | B    | B   | B       | B       | B      | B        | B        | B         |        |

1 Unterart Carduelis carduelis britannica

### Ammern
Familie: Emberizidae
| Art                                               | Kermadec | Nord | Süd | Stewart | Chatham | Snares | Auckland | Campbell | Antipoden | Bounty |
| ------------------------------------------------- | -------- | ---- | --- | ------- | ------- | ------ | -------- | -------- | --------- | ------ |
| Goldammer Emberiza citrinella engl.: Yellowhammer | B        | B    | B   | B       | I       | I      |          | I        |           |        |
| Zaunammer Emberiza cirlus engl.: Cirl Bunting     |          | B    | B   |         |         |        |          |          |           |        |

## Belege
1. 1 2  Checklist Committee: Checklist of the Birds of New Zealand, Norfork and Macquarie Islands, and the Ross Depency, Antarctica. (PDF; 4,1 MB) Fourth Edition, 2010.
2. ↑  J. F. Clements, T. S. Schulenberg, M. J. Iliff, D. Roberson, T. A. Fredericks, B. L. Sullivan, C. L. Wood: The Clements Checklist of Birds of the World. Version 2017.
3. ↑  Klassifizierungsstandards der IUCN